# Grades des gardiens de la révolution
Les grades des gardiens de la révolution matérialisent la hiérarchie militaire du corps des gardiens de la révolution islamique, organisation paramilitaire de la république islamique d'Iran dépendant directement du Guide de la Révolution, le chef de l'état iranien.
| سرباز عادى Sarbaz sevom / Soldat\| | سرباز دوم Sarbaz dovom / Deuxième classe\| | سرباز یكم Sarbaz / Private first class\| | سرجوخه Sardjoukheh / Caporal |

| گروهبان سوم Gorouhban sevom / Sergent troisième classe | گروهبان دوم Gorouhban dovom / Sergent deuxième classe | گروهبان Gorouhban / sergeant first class (en) | استوار دوم Ostovar dovom / warrant officer | استوار Ostovar / Adjudant-chef |

| ستوان سوم Sotvan sevom / Sous-lieutenant | ستوان دوم Sotvan dovom / Second-lieutenant | ستوان یكم Sotvan yekom / Premier-lieutenant | سروان Sarvan / Capitaine |

| سرگرد Sargord / Major | سرهنگ دوم Sarhang dovom / Lieutenant-colonel | سرهنگ Sarhang / Colonel |

| سرتیب دوم Sartip dovom / Brigadier général deuxième classe (en) | سرتیپ Sartip / Général de brigade | سرلشگر Sarlashkar / Major général | سپهبد Sepahbod / Lieutenant général | ارتشبد Arteshbod / Général |